# The Practice
The Practice is een Amerikaanse advocatenserie, bedacht door David E. Kelley. De eerste uitzending was op 4 maart 1997. Na 168 afleveringen in acht tv-seizoenen werd serie in het najaar van 2004 opgevolgd door Boston Legal.
The Practice ging over het advocatenkantoor van "Robert Donnell en partners" (later genoemd "Donnell, Young, Dole, & Frutt" en uiteindelijk "Young, Frutt & Berluti"). The Practice is een van David E. Kelley's meer serieuze shows, zonder veel van de komedie, zoals in Ally McBeal en het latere Boston Legal.

## Rolverdeling
| Acteur            | Personage           |
| ----------------- | ------------------- |
| Dylan McDermott   | Bobby Donnell       |
| Michael Badalucco | Jimmy Berluti       |
| Lisa Gay Hamilton | Rebecca Washington  |
| Steve Harris      | Eugene Young        |
| Camryn Manheim    | Ellenor Frutt       |
| Kelli Williams    | Lindsay Dole        |
| Lara Flynn Boyle  | Helen Gamble        |
| Marla Sokoloff    | Lucy Hatcher        |
| Jason Kravits     | Richard Bay         |
| Ron Livingston    | Alan Lowe           |
| Jessica Capshaw   | Jamie Stringer      |
| Chyler Leigh      | Claire Wyatt        |
| James Spader      | Alan Shore          |
| Rhona Mitra       | Tara Wilson         |
| Linda Hunt        | Rechter Zoey Hiller |